# Sapranthus
Sapranthus là chi thực vật có hoa trong họ Annonaceae.

## Các loài
Tám loài dưới đây liệt kê theo Schatz et al. (2018):
- Sapranthus campechianus (Kunth) Standl., 1922: Mexico, Belize, Guatemala, Honduras.
- Sapranthus chiapensis Standl. ex G.E.Schatz, 2018: Chiapas (Mexico).
- Sapranthus hirsutus van Rooden ex G.E.Schatz, 2018: Honduras, Nicaragua.
- Sapranthus isae J.G.Vélez & Cogollo, 2007: Colombia.
- Sapranthus microcarpus (Donn.Sm.) R.E.Fr., 1900: Mexico, El Salvador, Guatemala, Honduras.
- Sapranthus palanga R.E.Fr., 1930: Nicaragua, Costa Rica.
- Sapranthus violaceus (Sessé & Moc. ex Dunal) Saff., 1911 (đồng nghĩa: Sapranthus foetidus (Rose) Saff., 1922, Sapranthus nicaraguensis): Mexico, Guatemala, El Salvador, Honduras, Nicaragua.
- Sapranthus viridiflorus G.E.Schatz, 1998: Đông nam Nicaragua, Costa Rica, Panama.